# Monisme (filosofie)
Monisme is een filosofisch standpunt dat zegt dat er slechts één van iets is. Het begrip is vooral in gebruik in de ontologie. Het woord monisme is afgeleid van het Griekse woord μόνος (monos) dat "alleen, enkel" betekent. De term werd geïntroduceerd door Christian Wolff (1679–1754).

## Betekenis
Er zijn verschillende soorten monistische visies.

### Substantieel en attributief monisme
Om te beginnen kan substantieel monisme onderscheiden worden van attributief monisme.
Bij substantieel monisme is er slechts één zijnde. Een voorbeeld is Parmenides' τὸ ἐόν (het zijnde). Voor Parmenides is de wereld een ondeelbaar en onveranderlijk iets, alle waargenomen veranderingen zijn schijn.
Bij attributief monisme is er slechts één soort zijnde. Een voorbeeld is het atomisme. Volgens het atomisme bestaat de hele wereld uit atomen, kleine ondeelbare stukjes materie.

### Fysisch en psychisch monisme
Twee bekende vormen van attributief monisme zijn het fysisch monisme en het psychisch monisme.
Het fysisch monisme brengt alles terug tot materie. Dit wordt ook wel materialisme genoemd. Er wordt in het bijzonder ontkend dat geest apart van de materie zou bestaan. Het atomisme was de eerste vorm van fysisch monisme.
Hiertegenover staat het psychisch monisme of idealisme. Hierbij wordt juist de materiële wereld ontkend en wordt er gesteld dat heel de werkelijkheid zich slechts in de geest afspeelt. Onder anderen Berkeley, Hegel en Heymans hingen een vorm van psychisch monisme aan. 

### Neutraal monisme
Een middenweg tussen fysisch en psychisch monisme is het neutraal monisme. Een neutraal monist zegt dat alle verschijnselen weliswaar van één type zijn, maar een nog onbekend type dat fundamenteler is dan dat van lichaam of geest. Lichaam en geest zouden dan de uiterlijke manifestaties hiervan zijn. Een metafoor hiervoor is een televisietoestel, dat zowel geluid als beeld voortbrengt, maar zelf geen van twee is.
Spinoza's filosofie, zoals Deus sive natura, is een voorbeeld van (substantieel) neutraal monisme. Alles is weliswaar één, maar het heeft oneindig veel aspecten waarvan er slechts enkele bekend zijn (materie, geest), maar de wereld kan zich in principe op ontelbaar veel manieren aan ons manifesteren.
Ook Leibniz' monadologie kan worden opgevat als een neutraal monisme.